# Top Of The World/Amazing Discovery
《Top Of The World/Amazing Discovery》是2014年7月16日由JVCKENWOOD Victor Entertainment发行的日本男子组合SMAP的第53张单曲。

## 概要
这张单曲是SMAP第6张双A面单曲，与前张单曲《Yes we are/从此开始》（Yes we are/ココカラ）相同。
单曲分为通常盤、初回限定盤A、初回限定盤B、日本环球影城限定盘（以下写作USJ盘）四种版本发行。初回限定盤A的DVD中收录了《Top Of The World》的MV，初回限定盤B的DVD则收录了《Amazing Discovery》的MV。通常盤与初回盤C的CD中额外多收录了《Amazing Discovery》的混音版本。USJ盤只在日本环球影城发行，与初回盤B的收录内容相同。同时，通常盤/初回盤A与初回盤B/USJ盤中歌曲的排序也不同。
B面主打曲《Amazing Discovery》是组合担任宣传大使的主题公园日本环球影城的主题曲，同时也被使用做公园内“Hollywood Dream – The Ride”这一游乐设施运行时的背景音乐

## 收录歌曲

### 通常盤
1. 《Top Of The World》
作詞：石渡淳治（日语：いしわたり淳治）、作曲：MIYAVI、編曲：CMJK（日语：CMJK）
2. 《Amazing Discovery》
作詞、作曲、編曲：中田康貴（中田ヤスタカ）
3. 《Top Of The World》（THE LOWBROWS Remix）
編曲：THE LOWBROWS
4. 《Top Of The World》（back track）
5. 《Amazing Discovery》（back track）

### 初回限定盤A
DISC.1
1. 《Top Of The World》
2. 《Amazing Discovery》
3. 《Top Of The World》（back track）
4. 《Amazing Discovery》（back track）

DISC.2
1. 《Top Of The World》（Music Video）

### 初回限定盤B/USJ盘
DISC.1
1. 《Amazing Discovery》
2. 《Top Of The World》
3. 《Amazing Discovery》（back track）
4. 《Top Of The World》（back track）

DISC.2
1. 《Amazing Discovery》（Music Video）

## 脚注
1. 1 2  . ORICON STYLE. Oricon. 2014-06-13  [2014-06-13]. （原始内容存档于2014-07-27） （日语）.
2. ↑  . JVCKENWOOD Victor Entertainment.   [2014-06-15]. （原始内容存档于2014-06-27） （日语）.
3. 1 2 3  . Natalie. 2014-06-13  [2014-06-13]. （原始内容存档于2014-06-14） （日语）.